# Coriolan Brediceanu
Coriolan Brediceanu (n. 23 decembrie 1849, Lugoj, Severin⁠(d), Imperiul Austriac – d. 25 ianuarie 1909, Lugoj, Comitatul Caraș-Severin, Austro-Ungaria) a fost un avocat și un om politic român. A fost membru în consiliul județean din Caraș-Severin, membru al comitetului central al Partidului Național Român (PNR) (1881 - 1892), deputat în Dieta Ungariei ca ales de Oravița. A făcut parte în diferite organizații culturale române și a luat apărarea în procese politice intentate mai multor ziare și oameni politici români din Ungaria și Transilvania. Brediceanu l-a sprijinit financiar și moral pe inventatorul Traian Vuia, încă din tinerețea acestuia, la realizarea primului aeroplan românesc.

## Biografie
Brediceanu s-a născut la Lugoj, fiu al meșterului săpunar Vasile Brediceanu, nepot al lui George Brediceanu, fost boier alungat din Oltenia și stabilit în Banat. A învățat la Liceul din Beiuș, după care a urmat Universitatea din Budapesta, unde a obținut diploma de avocat în 1874. După terminarea studiilor s-a întors la Lugoj, unde a rămas până la sfârșitul vieții. Aici deschide un cabinet de avocatură și în scurt timp se remarcă pentru modul în care ia partea țărănimii în procese pe care cei mai mulți avocați refuzau să le preia. Brediceanu însă nu lua bani celor care nu aveau bani să-i plătească onorariul. În 1896 a luat partea țăranilor din Mehadia și a minerilor din Ciclova Montană în procese intentate de autorități. Brediceanu a luat și apărarea unor intelectuali, scriitori și ziariști de diferite etnii, urmăriți de autoritățile guvernamentale pentru criticile aduse acesteia și pentru exprimarea în favoarea drepturilor românilor.
Pe front politic, Brediceanu se implică tot mai mult în apărarea drepturilor românilor și în 1894, la Cluj, se alătură unui corp de 30 de avocați care iau apărarea memorandiștilor din comitetului central al Partidului Național Român din Ungaria și Transilvania, din care făcuse și el parte.
Un an mai târziu, la Timișoara, Brediceanu ia apărarea lui Valeriu Braniște, important cărturar al vremii și redactor al ziarului Dreptatea. Acestuia îi erau intentate nu mai puțin de 74 de procese, pentru tot atâtea articole scrise în ziarul Dreptatea, în care ataca guvernul de la Budapesta. Procesul a stârnit foarte mult interesul opiniei publice, însă în ciuda apărării lui Brediceanu, Braniște a fost condamnat la doi ani de închisoare. Brediceanu a plătit însă cauțiunea de 5000 de forini pentru eliberarea acestuia.
Brediceanu a fost ales în 1906 ca deputat în Dieta Ungariei, în două circumscripții. După moartea sa, mandatul i-a fost preluat de Iosif Siegescu.
A avut patru copii: Tiberiu, muzician și folclorist, Caius, politician și diplomat, Sempronia, și Cornelia, soția lui Lucian Blaga. S-a stins din viață pe 25 ianuarie 1909 și a fost înmormântat la Lugoj.
Fostul liceu romano-catolic din Lugoj îi poartă numele.